# マータラ県
マータラ県（マータラけん、シンハラ語: මාතර දිස්ත්‍රික්කය、タミル語: மாத்தறை மாவட்டம்、英語: Matara District）は、スリランカ南海岸の南部州に属する県。面積1,246 km²。

## 地理
マータラ県はスリランカ南海岸のインド洋と中央高地に挟まれた平野部にあり、東西に並ぶ南部州3県の中央に位置する。西でゴール県、東でハンバントタ県、北でサバラガムワ州のラトゥナプラ県と接する。県庁所在地であるマータラは、県の南側のインド洋に面した沿岸部に位置している。

### 主要な都市及び町
- マータラ - Municipal Council
- ウェリガマ - Urban Council